# Urva (állatnem)
Az Urva az emlősök (Mammalia) osztályába, a ragadozók (Carnivora) rendjébe, a macskaalkatúak (Feliformia) alrendjébe és a mongúzfélék (Herpestidae) családjába tartozó nem, amely az ázsiai mongúzokat foglalja magában.
Az ázsiai mongúzok széles elterjedési területtel rendelkeznek, amely az Arab-félszigettől az indonéziai Jáva szigetéig nyúlik, ez magában foglalja Indiát, Srí Lankát és Dél-Kínát is. Az aranyfoltos mongúzt a 19. században számos szigetre betelepítették, ahol invazív fajjá vált.

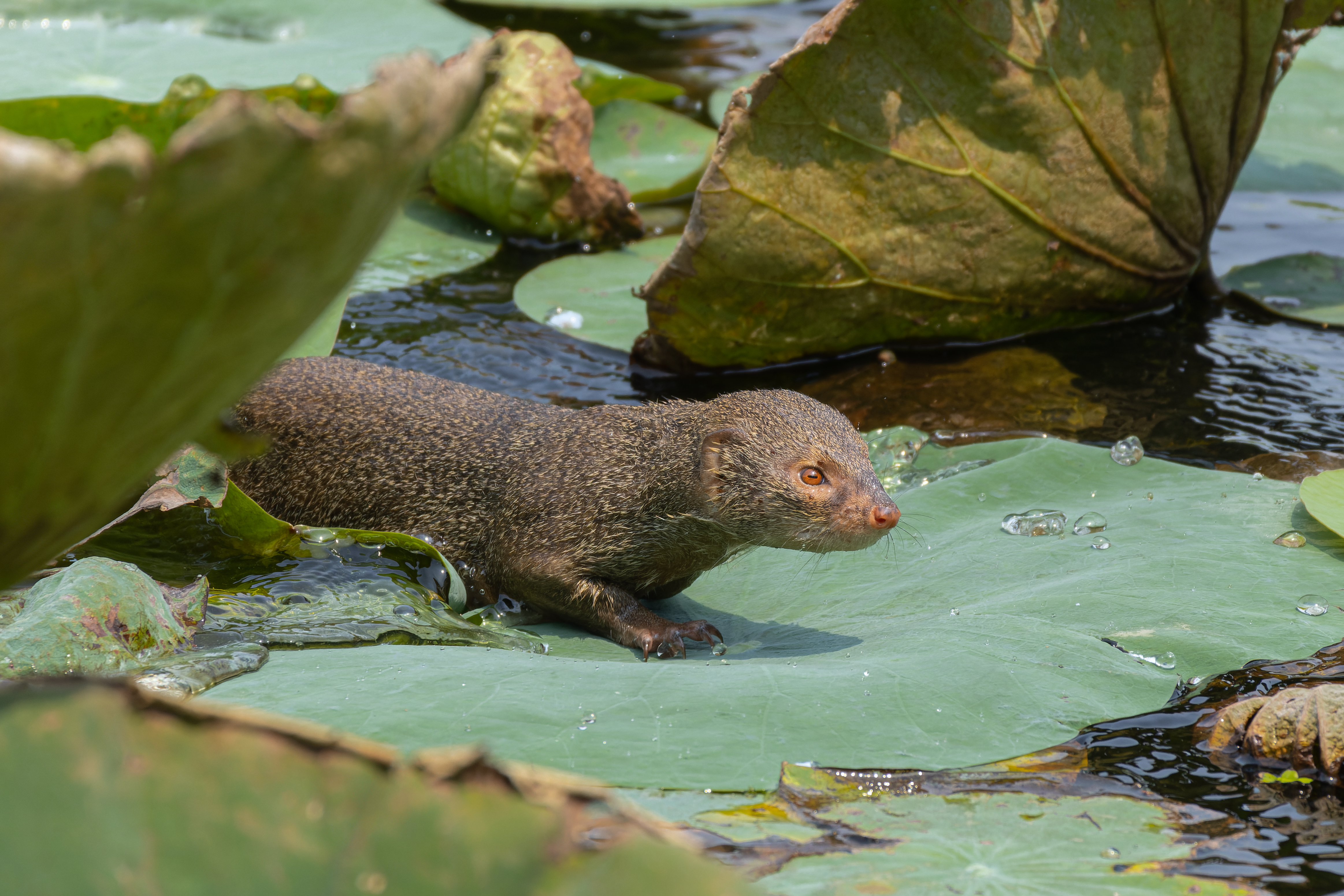
Úszó szürke mongúz

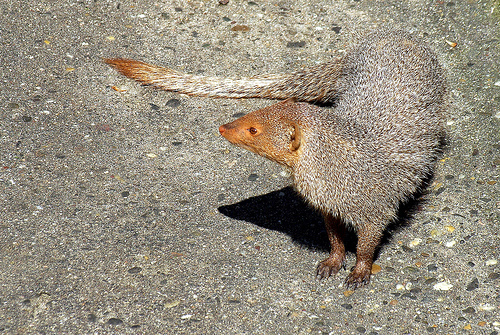
Szürke mongúz (U. edwardsii)

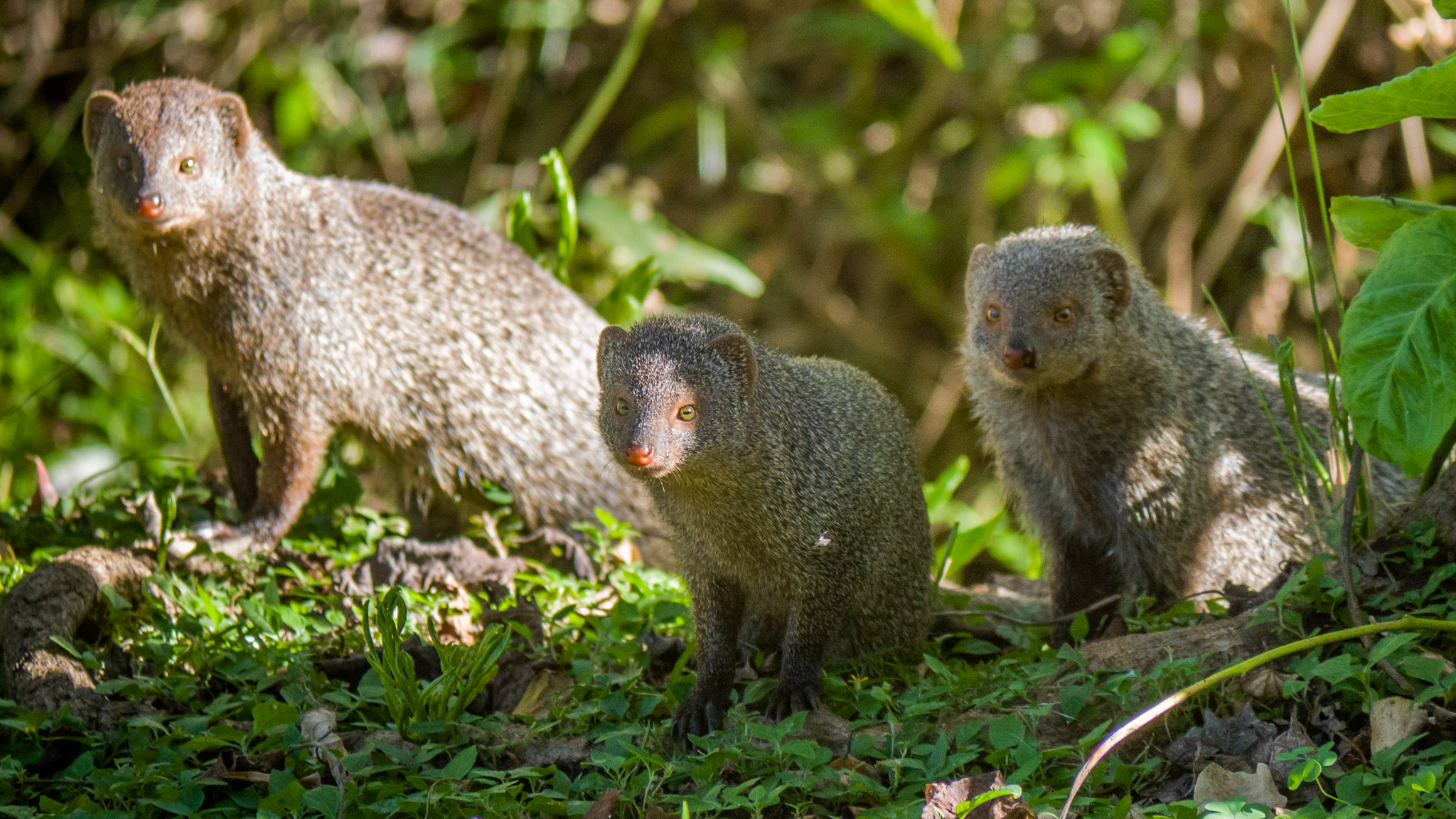
Szürke mongúzcsapat

## Jellemzőik
Az összes mongúzhoz hasonlóan az Urva-fajok is kis- vagy középtermetű húsevő emlősök hosszú, karcsú testtel és viszonylag rövid lábakkal. A szőrzet nagyrészt egyszínű szürke vagy barna. A fej és a test együttes hossza 25 és 61, a farok hosszúsága pedig 17-61 centiméter, tömegük 0,3-4,1 kilogramm közötti. Az Urva nemet kizárólag genetikai különbségek miatt választották le a Herpestes-ről, és a két nem közti morfológiai különbségekről leírás még nem érhető el.

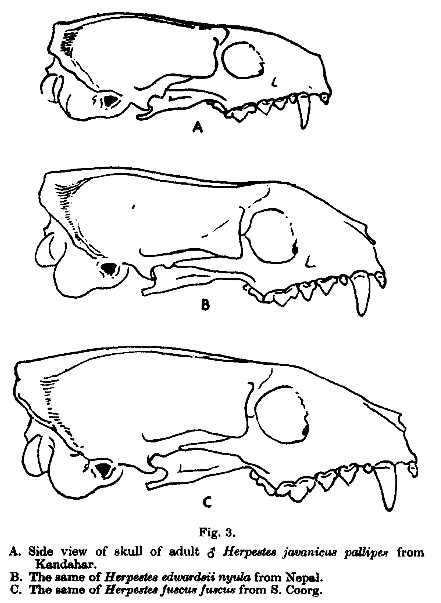
A jávai (fent), a szürke (középen) és az indiai barna mongúz (lent) koponyája

## Rendszertani helyzetük
A nembe tartozó kilenc fajt rövid idővel ezelőttig a Herpestes nembe sorolták, amelyről ma már úgy gondolják, hogy kizárólag afrikai mongúzokat foglal magában. Filogenetikai bizonyíték utal arra, hogy az ázsiai mongúzok monofiletikus csoportot alkotnak, és egy ázsiai közös ősük volt. Az Urva-fajok az Atilax, vagyis a mocsári mongúz, illetve a hosszúorrú mongúzt magában foglaló Xenogale nemmel alkotnak közös kládot, míg a Herpestes az összes másik afrikai mongúzfajjal alkot kládot. Az Urva elnevezést Brian Houghton Hodgson használta először a rákevő mongúz fajneveként 1836-ban, majd a következő évben a generikus neveként.

### Fajok
A nembe a következő 9 faj tartozik:
- szürke mongúz (Urva edwardsii)
- jávai mongúz (Urva javanica)
- csíkosnyakú mongúz (Urva vitticolla)
- aranyfoltos mongúz (Urva auropunctata)
- rákevő mongúz (Urva urva)
- Smith-mongúz (Urva smithii)
- rövidfarkú mongúz (Urva brachyura)
- indiai barnamongúz (Urva fusca)
- galléros mongúz (Urva semitorquata)

A Közép-Mianmarban lévő Iravádi folyó völgyében egy fosszilis Urva-példányt találtak, amelynek származását a késő pliocénre becsülik.

## Fordítás
Ez a szócikk részben vagy egészben  az   Urva című német Wikipédia-szócikk ezen változatának fordításán alapul.  Az eredeti cikk szerkesztőit annak laptörténete sorolja fel. Ez a jelzés csupán a megfogalmazás eredetét és a szerzői jogokat jelzi, nem szolgál a cikkben szereplő információk forrásmegjelöléseként.